# Operacija Plowshare
Operacija Plowshare je bil projekt Združenih držav Amerike, ki bi uporabljal eksplozije jedrskega orožja za civilne miroljubne namene kot je npr. ekskavacija velikih količin materiala. Plowshare je sicer vrsta pluga, ki reže zemljo preden jo obrne. Vendar je projekt najverjetneje dobil ime po knjigi Izaka v kateri piše kako bi spremenili orožje v pluge - (beat their swords into plowshares).  
S to tehnologijo bi se dalo izvesti velike projekte, kot je npr. Nikaragovski prekop . Vendar bi bilo ozemlje vsaj 10 let preveč radioaktivno za človeka. Možno bi bilo povečati količino načrpane nafte oziroma plina iz naftnih vrtin. Vendar se je izkazal tudi ta način za preveč radioaktivnega.
Vsega so izvedli so 27 eksplozij, večina z le nekaj kilotoni moči, največji "Flask" in "Sedan" sta imela moč 105 kiloton. Projekt so preklicali leta 1977 zaradi nasprotovanja publike, predvsem je bilo problematično radioaktivno sevanje. Vanj so vložili 770 milijonov dolarjev.

## Zunaje povezave
- Bolt, Bruce A (1976), Nuclear Explosions and Earthquakes: The Parted Veil, San Francisco, CA: WH Freeman & Co, ISBN 0-7167-0276-2.
- Hansen, Chuck (1988), US Nuclear Weapons: The Secret History, Arlington, TX: Aerofax, ISBN 0-517-56740-7.
- ———, The Swords of Armageddon: US Nuclear Weapons Development Since 1945 (CD-ROM), US cold war.
- Kirsch, Scott (2005), Proving Grounds: Project Plowshare and the Unrealized Dream of Nuclear Earthmoving, New Brunswick, NJ and London: Rutgers University Press.
- Miller, Richard L (1999), Under the Cloud: The Decades of Nuclear Testing, Woodlands, TX: Two Sixty Press, ISBN 1-881043-05-3.
- Schwartz, Stephen I, ur. (1998), Atomic Audit: The Costs and Consequences of U.S. Nuclear Weapons Since 1940, Washington, DC: Brookings Institution Press, ISBN 0-8157-7773-6.
- »United States Nuclear Tests, July 1945 through September 1992« (PDF). US: Department of Energy Nevada Operations Office. december 2000. DOE/NV-209-REV15. Arhivirano iz prvotnega spletišča (PDF) dne 5. avgusta 2011. Pridobljeno 17. februarja 2014.{{navedi splet}}:  Vzdrževanje CS1: samodejni prevod datuma (povezava)
- Plowshare Program (PDF), OSTI.
- »Background«, Radioactive I-131 from Fallout, National Cancer Institute.
- »Executive Summary«, Estimated Exposures and Thyroid Doses Received by the American People from Iodine-131 in Fallout Following Nevada Atmospheric Nuclear Bomb Tests (report), National Cancer Institute, arhivirano iz prvotnega spletišča dne 18. marca 2011, pridobljeno 17. februarja 2014, Figure 1 – Per capita thyroid doses resulting from all exposure routes from all test.
- Focused Evaluation of Selected Remedial Alternatives for the Underground Test Area (PDF), Nevada, US: Environmental Restoration Division, Operations Office, Department of Energy, april 1997, DOE/NV-465{{citation}}:  Vzdrževanje CS1: samodejni prevod datuma (povezava).
- »Plowshare«, NV (PDF), US: DOE, arhivirano iz prvotnega spletišča (PDF) dne 7. septembra 2006, pridobljeno 17. februarja 2014, Declassification of the yields of 11 nuclear tests conducted as part of the plowshare... program.
- »Plowshare Program«, Atomic traveler (PDF) (chronology) milestones, including proposed tests and projects conducted.
- Prosto dostopni kratek film Plowshare (Part I) (ca. 1961) na Internet Archive [več]
- Prosto dostopni kratek film Plowshare (Part II) (ca. 1961) na Internet Archive [več]
- Prosto dostopni kratek film New Mexico, 1961/11/30 (1961) na Internet Archive [več]
- Prosto dostopni kratek film Radiation Safety in Nuclear Energy Explorations (Part I) na Internet Archive [več]
- Prosto dostopni kratek film Radiation Safety in Nuclear Energy Explorations (Part II) na Internet Archive [več]